# Zachvatkinibates tetrasklerosis
Zachvatkinibates tetrasklerosis är en kvalsterart som beskrevs av Valerie M. Behan-Pelletier 1988. Zachvatkinibates tetrasklerosis ingår i släktet Zachvatkinibates och familjen Punctoribatidae. Inga underarter finns listade i Catalogue of Life.